# Calystegia stebbinsii
Calystegia stebbinsii  es una especie de planta herbácea perteneciente a la familia de las convolvuláceas. En inglés es conocida con el nombre común de  "Stebbins' false bindweed". 

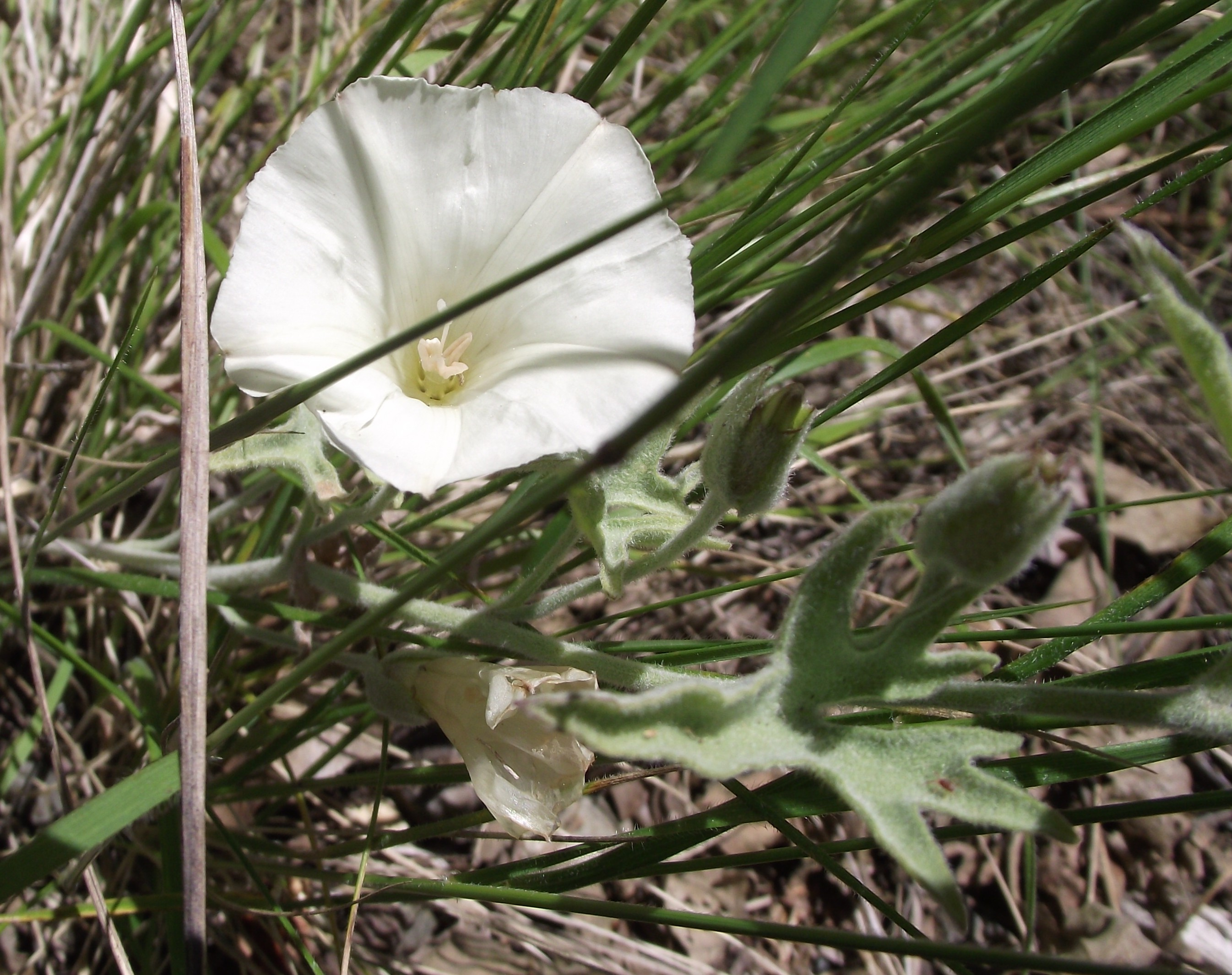
Detalle de la flor

## Descripción
Es una hierba perenne trepadora de un metro de longitud máxima.  Las hojas tienen hasta 5 centímetros de largo y son palmeadas, con 7 a 9  largos lóbulos estrechos; la forma característica de las hojas hacen que la planta sea fácil de identificar entre las especies nativas de la región.  La inflorescencia tiene flores sobre largos pedúnculos, cada flor tiene 3 centímetros de ancho y es de color blanco, crema o amarillo, a veces teñidas de rosa.  Al igual que muchas otras plantas del chaparral, esta especie tiene semillas que son estimuladas a germinar después de la exposición a  incendios forestales.

## Distribución y hábitat
Es endémica de las laderas de Sierra Nevada en California, donde se sabe que se encuentra en sólo dos puntos; en El Dorado y Condado de Nevada.  Crece en un hábitat único en el chaparral en suelos gabros. Se trata de una especie amenazada en listas federales.  

## Taxonomía
Calystegia stebbinsii fue descrita por Richard Kenneth Brummitt y publicado en Kew Bulletin 29(3): 499–501, f. 1. 1974.
Etimología
Calystegia: nombre genérico que deriva de las palabras griegas: kalux = taza y stegos = cubierta.
stebbinsii: epíteto otorgado en honor del botánico estadounidense George Ledyard Stebbins.  